# Monique Nolte
Pour les articles homonymes, voir Nolte.
 (octobre 2018).
Monique Nolte, née le 3 mars 1969 à Amsterdam, est une réalisatrice et scénariste néerlandaise.

## Filmographie
- 1998 : Trainman
- 2007 : A Bittersweet Temptation
- 2009 : De tweede natuur[2]
- 2014 : Only the Best for Our Son (nl)[3]
- 2022 : Nikki (nl)
- 2022 : Kees Vliegt Uit